# ルキウス・ユリウス・カエサル (紀元前64年の執政官)
ルキウス・ユリウス・カエサル（ラテン語: Lucius Julius Caesar、？ - 紀元前40年頃）は紀元前1世紀初期・中期の共和政ローマの政治家・軍人。紀元前64年に執政官（コンスル）を務めた。

## 出自
ユリウス氏族はパトリキ系の氏族の一つで自らの祖先がアエネイアスの息子ユルスであるとし、アエネイアスを通して女神ウェヌスにも連なると主張していた。王政ローマにおける第3代の王、トゥッルス・ホスティリウスによって滅ぼされ、ローマに移住させられたローマの隣国アルバ・ロンガの有力者の一族である。共和政初期には、紀元前489年のガイウス・ユリウス・ユッルスから紀元前379年のルキウス・ユリウス・ユッルスまで、多くの執政官や執政武官を輩出してきた。しかしながら、その後の200年間は振るわず、唯一紀元前267年にルキウス・ユリウス・リボが執政官を務めたのみであった。紀元前1世紀に入ると、再び高位政務官を輩出するようになる。
ルキウスの父も祖父も、プラエノーメン（第一名、個人名）はルキウスである。祖父ルキウスに関しては、造幣官を務めたことは知られているが、高位官職にはつけなかったようだ。父ルキウスは紀元前90年に執政官、紀元前89年にケンソル（監察官）を務めた。父ルキウスの兄弟には、ガイウス・ユリウス・カエサル・ストラボ・ウォピスクス（雄弁家で知られた）とクィントゥス・ルタティウス・カトゥルス（紀元前102年執政官。母が同じ）がいる。従って、ルキウスとクィントゥス・ルタティウス・カトゥルス・カピトリヌスとは従兄弟となる。
母方の祖父は、マルクス・フルウィウス・フラックス（紀元前125年執政官）で、グラックス兄弟の盟友であったが、ガイウス・センプロニウス・グラックス（グラックス弟）と共にセナトゥス・コンスルトゥム・ウルティムム（元老院最終勧告）を突きつけられて殺された。終身独裁官カエサルとは、4代前の先祖であるセクストゥス・ユリウス・カエサル（紀元前208年法務官）を同じくする。ルキウスの姉または妹はマルクス・アントニウス・クレティクス（紀元前74年法務官）と結婚し、第二回三頭政治を行ったマルクス・アントニウスを含む3人の息子を産んだ。

## 経歴

### 青年期
ルキウスの政治歴は、父が執政官を務めたとき（紀元前90年）に造幣官として始まったとされる。その後、マリウス派とスッラの間に内戦が始まるが、紀元前87年にマリウス派がローマを占領した際に、ルキウスの父と二人の叔父は殺害または自決した。
ルキウスに関する次の記録は、紀元前77年にアシア属州でクァエストル（財務官）を務めたことである。この権限で、イリオス（トロイア）でアテーナーの祝典を開催している。コルネリウス法（Lex Cornelia de magistratibus）の規定から逆算して、紀元前74年から紀元前67年までの何れかの時点で、ルキウスはプラエトル（法務官）を務めたはずである。

### 執政官
紀元前65年末に次期執政官選挙に立候補したが、最初から下馬評は高かった。結果、プレブス（平民）のガイウス・マルキウス・フィグルスと共に当選し、翌紀元前64年に執政官に就任した。ルキウスまたはフィグルスが議長となり、元老院は高位官職候補者の選挙活動に同行する人数を制限することを決議している。また、このとき公益に反すると思われるコッレギウム（組織、ギルド）の禁止も決議された。コッレギウムの長が政務官の着るトガ・プラエテクスタを纏ってコンピタリア（四つ辻のラレース）の祝祭を主催するのが習わしであったがこれも禁止され、更に紀元前60年に執政官クィントゥス・カエキリウス・メテッルス・ケレルが、地区（vici）長が祝祭を行うことを禁止したが、紀元前58年の護民官プブリウス・クロディウス・プルケルが復活させることになる。

### 裁判
翌紀元前63年、ルキウスは遠縁の親戚であるカエサルと共に、ポプラレス（民衆派）の護民官ルキウス・アップレイウス・サトゥルニヌスの殺害に関して、ガイウス・ラビリウスの取り調べを行った（反逆罪訴追二人官）。この告訴はカエサルが護民官ティトゥス・ラビエヌスと組んで行ったとされ、一方ラビリウスの弁護はキケロが行った。彼らはラビリウスを有罪としたが、人々による選出ではなくプラエトルによって指名されていたため、その選出は適法とは見なされず、ラビリウスはプロウォカティオ（上訴）した。37年も前の出来事であったためか、ケントゥリア民会はこの違法に無反応で、有罪が覆らないかと思われたが、当時プラエトルだったクィントゥス・カエキリウス・メテッルス・ケレルが上訴を阻止し、民衆の投票も中断させたため、結局ルキウスらの下した有罪判決は無効とされた。
紀元前63年末、ルキウス・セルギウス・カティリナによるローマ転覆の陰謀が発覚し、カティリナ本人はローマを脱出したものの、共謀者達が逮捕された。ルキウスも12月5日に開かれた、共謀者の処遇を議論する元老院会議に出席している。執政官キケロは、民会による裁判を行うことなしに、共謀者の処刑を求めた。キケロはルキウスの母方の祖父であるフラックスやその息子が裁判なしに処刑（あるいは自決強要）されたように同様の例は何例かあるとして、民会裁判は不要と主張した。共謀者の中には、プブリウス・コルネリウス・レントゥルス・スラがいた。ルキウスとレントゥルス・スラは義理の兄弟であったが、ルキウスは裁判なしの処刑に賛成した。

### その後
紀元前52年、ルキウスは遠縁の親戚でガリア属州総督であるカエサルの下で、レガトゥス（副司令官）を務めた。同年のウェルキンゲトリクスを指導者とする大規模な反乱の際には、ルキウスはガリア・ナルボネンシスの防衛を担当した。紀元前49年1月、カエサルとグナエウス・ポンペイウスの間に緊張が高まるが、ルキウスはカエサルに従った。内戦中のルキウスの行動は不明である。しかし、息子はポンペイウス軍に加わり、2月17日付けのポンペイウスの手紙には、ローマからブルンディシウムに撤退することに同意した執政官経験者の中に、ルキウスの名前がある。
紀元前47年、ルキウスはローマにいた。カエサルは当時エジプトで戦っており、マギステル・エクィトゥム（騎兵長官、独裁官副官）でルキウスの甥であるマルクス・アントニウスは、カンパニアの反乱を鎮圧していた。このとき、アントニウスはルキウスをローマ市のプラエフェクトゥス・ウルビ（首都長官）に任命した。しかしルキウスはこの任務を努めるには高齢に過ぎ、市民の間に動揺が生じ、護民官プブリウス・コルネリウス・ドラッベラの扇動もあり、争乱に発展した。結果アントニウスは非常事態宣言を出してローマに軍を入れ、800人が殺害された。
紀元前44年夏、カエサルは既に暗殺されていたが、ルキウスはナポリで重病を患っていた。ルキウスは暗殺者と同盟を結んだドラッベラの行動を承認し、一方でアントニウスに対しては否定的な発言をしたことが知られている。ルキウスはキケロとの個人的な会話で次のように述べている「キケロ君、私は君がドラッベラに影響を与えたことを祝福するよ。もし私が甥（アントニウス）に同じような影響を与えることが出来たならば、我々は安全だろう」。
ルキウスは、カエサル暗殺の首謀者の一人であるマルクス・ユニウス・ブルトゥスとキケロの交渉の、仲介役を務めていた。紀元前44年の終わりにローマに戻ったが、共和政の維持を主張し続けた。元老院では、ルキウスは退役軍人への土地の分配を止めることを提案したが、甥であるルキウス・アントニウス（マルクス・アントニウスの弟）が一般市民とカエサルの退役兵に有利な農地法（Lex Antonia agraria）を提案した。紀元前43年2月、ルキウスの政治的立場は幾分変わった。ドラッベラはアシア属州を占領し、属州総督ガイウス・トレボニウス（カエサル暗殺犯の一人）を殺害した。ルキウスはドラッベラの反乱軍に対する戦争の指揮官を、大多数が望んでいたガイウス・カッシウス・ロンギヌス（カエサル暗殺者の一人）ではなく、カエサル派のプブリウス・セルウィウス・イサウリクス（紀元前48年執政官）にしようとしたが、この提案は通らなかった。元老院はアントニウスを公共の敵と宣言するが、ルキウスは戦争（bellum）という単語を蜂起（tumultus）という単語に書き直し、アントニウスを完全に見捨てることはなかった。
紀元前43年3月、元老院はアントニウスに対して元執政官からなる交渉団を派遣することとし、ルキウスもその一人に選ばれた。しかしこの交渉団は結局派遣されなかった。アントニウスがムティナの戦いで敗北するが撤退に成功し、オクタウィアヌスとマルクス・アエミリウス・レピドゥスと同盟した。三人はローマを占領し、ルキウスは粛清の対象とされる可能性があった。実際に彼の名前はプロスクリプティオ（粛清名簿｝の二番目にあった。アッピアノスによれば、アントウニウスの母（ルキウスの姉または妹）はルキウスを自宅に匿い、フォルムでアントニウスにこう告げた。「私はルキウスを匿ったし、今も匿っている。そしてお前が私達二人を処刑するまで匿い続ける」。結局アントニウスはルキウスを赦す以外選択の余地はなかった。
その後のルキウスに関しては不明である。彼は長年に渡ってアウグル（鳥占官）の一員であり、アウグルの法に関するテキストを書いたことが知られているが、全く現存していない。紀元前40年にルキウス・センプロニウス・アトラティヌスが後継アウグルとなっていることから、その頃に亡くなったものと思われる。

## 子孫
ルキウスには同名の息子がいたが、内戦ではポンペイウス側につき、紀元前46年にアフリカ属州で戦死した。

## 参考資料

### 古代の資料
- カピトリヌスのファスティ
- アッピアノス『ローマ史』
- カッシウス・ディオ『ローマ史』
- ガイウス・スエトニウス・トランクィッルス『皇帝伝』
- マルクス・トゥッリウス・キケロ『義務について』
- マルクス・トゥッリウス・キケロ『弁論家について』
- マルクス・トゥッリウス・キケロ『カティリナ弾劾』
- マルクス・トゥッリウス・キケロ『アッティクス宛書簡集』
- マルクス・トゥッリウス・キケロ『ムレナ弁護』
- マルクス・トゥッリウス・キケロ『近親者宛書簡』

### 研究書
- Grimal P. Cicero. - M .: Molodaya gvardiya, 1991 .-- 544 p. - ISBN 5-235-01060-4 .
- Utchenko, S. Julius Caesar. - M .: Mysl, 1976 .-- 365 p.
- Broughton R. Magistrates of the Roman Republic. - N. Y. , 1952. - Vol. II. - P. 558.
- Münzer F. Iulius 127ff // Paulys Realencyclopädie der classischen Altertumswissenschaft . - 1918 .-- T. X, 19 . - S. 182-184 .
- Münzer F. Iulius 141 // Paulys Realencyclopädie der classischen Altertumswissenschaft . - 1918 .-- T. X, 19 . - S. 465 .
- Münzer F. Iulius 143 // Paulys Realencyclopädie der classischen Altertumswissenschaft . - 1918 .-- T. X, 19 . - S. 468-471 .
- Münzer F. Iulius 144 // Paulys Realencyclopädie der classischen Altertumswissenschaft . - 1918 .-- T. X, 19 . - S. 471-472 .